# Nadzów
Nadzów – wieś w Polsce położona w województwie małopolskim, w powiecie proszowickim, w gminie Pałecznica.
W latach 1975–1998 miejscowość administracyjnie należała do województwa kieleckiego.

## Części wsi
| SIMC    | Nazwa             | Rodzaj    |
| ------- | ----------------- | --------- |
| 0259548 | Babia Góra        | część wsi |
| 0259554 | Kolonia Nadzowska | część wsi |
| 0259560 | Stara Wieś        | część wsi |
| 0259577 | W Łąkach          | część wsi |
| 0259583 | Wzorek            | część wsi |

## Zabytki
Obiekty wpisane do rejestru zabytków nieruchomych województwa małopolskiego:
- Dwór wraz z parkiem – projekt Jakub Kubicki[7][8].

Dwór: czas budowy 1818–1825, 2. poł. XIX wieku, styl klasycystyczny.

Park: czas powstania XVIII–XX wiek.

Oficyny dworskie: czas budowy oficyny południowej ok. 1790 roku (rozebrana w 1965 roku), dwie boczne z 1846 roku (rozebrane w 1945 roku), styl klasycystyczny (nie istnieją).
Historia zespołu dworsko-parkowego
Wieś w okresie od końca XVIII wieku do 1875 r. należała do Wielogłowskich, po czym przeszła na własność Bocheńskich. W 1945 r. majątek ich rozparcelowano, a budynki stały się własnością skarbu państwa. Między ostatnią ćwiercią XVIII wieku a 1818 rokiem istniał tylko folwark z oficyną z ok. 1790 roku. Od 1818 r. właścicielem majątku był Wincenty Wielogłowski, któremu należy przypisać inicjatywę wzniesienia murowanego dworu (mieszkał bowiem stale w Nadzowie od 1825 roku). Projekt budynku wykonał architekt Sebastian Sierakowski. Przy budowie dworu, między 1818, a 1825 rokiem – wykorzystano z pomysłu projektodawcy jedynie gabaryty. Parterowy prostokąt o bokach w stosunku 5:2 i ogólne rozplanowanie wnętrz w dwóch traktach z trzema sieniami (płd., wsch. i zach.), co potwierdza rzut z 1846 roku. Przypuszczalnie w 1846 r. wzniesiono dwie oficyny ceglane – po bokach podjazdu przed południową elewacją dworu. W 1846 r. sporządzono rzuty i ogólny opis obiektu.
Dwór był pokryty gontem, wnętrza parteru ze stropami belkowymi i sufitami oraz heblowanymi podłogami. Skromne wyposażenia miały oficyny – wschodnia ze stajniami, wozownią i mieszkaniem oraz druga, zachodnia z kuchnią i oranżerią. W skład zespołu dworskiego wchodziły także zabudowania gospodarcze z folwarkiem usytuowane za oficyną wschodnią. Zasadnicze przeobrażenia architektoniczne rezydencji musiały więc nastąpić w II poł. XIX wieku. W 1875 r. Feliks Wielogłowski sprzedał majątek, zapewne podupadły (główne budynki wymagały przypuszczalnie generalnego remontu), Izydorowi Bocheńskiemu. Zapewne pod koniec XIX wieku przebudowano centralną część budynku z wykonaniem dekoracji sztukatorskiej na licu ścian zewnętrznych i malowideł ściennych w kilku pomieszczeniach. Powstanie ryzalitów z portykami pośrodku dłuższych elewacji, wzbogacenie niektórych wnętrz i ścian zewnętrznych. Nowym wystrojem oraz całkowite przekształcenie dużego przedpokoju w kolisty salon z czterema wnękami zasadniczo zmieniło dotychczasowy wygląd dworu. Nieznany autor przy opracowaniu nowej koncepcji architektonicznej mógł się inspirować gotowymi wzornikami m.in. z Pławowic. Malowidła stwarzające iluzję sztukaterii wykonane w górnych partiach nowego salonu oraz dużej sali i jadalni miały charakter klasycyzujący. W tym samym czasie, na życzenie Bocheńskich w jednym pomieszczeniu urządzono kaplicę, w ważniejszych pomieszczeniach wykonano ozdobne posadzki i wymieniono całą stolarkę okienną i drzwiową. Po 1945 r. dwór upaństwowiono (odebrano Bocheńskim) i przeznaczono na szkołę wiejską. Po 1945 r. rozebrano oficyny boczne (z 1846 r.) i zabudowania folwarczne (z XIX wieku i pocz. XX wieku), wycięto dużą liczbę drzew w parku i zlikwidowano gazony z akacjami. W południowej oficynie (z ok. 1790 r.) urządzono sklep wiejski, rozebrano ją w 1965 roku. W 1972 r. usunięto resztę pokrycia gontowego z dachu, wymieniając go na blachę ocynkowaną. Zapewne wówczas zamalowano malowidła w dawnej jadalni. W 1986 r. szkołę usunięto z dworu. Obecny stan (2007 r.) dworu jest zły: szyby w oknach są wybite, stropy prowizorycznie podparte, ściany odrapane. Park dworski jest zdewastowany, układ parku nieczytelny, zachowane luźne grupy starych drzew.

## Galeria

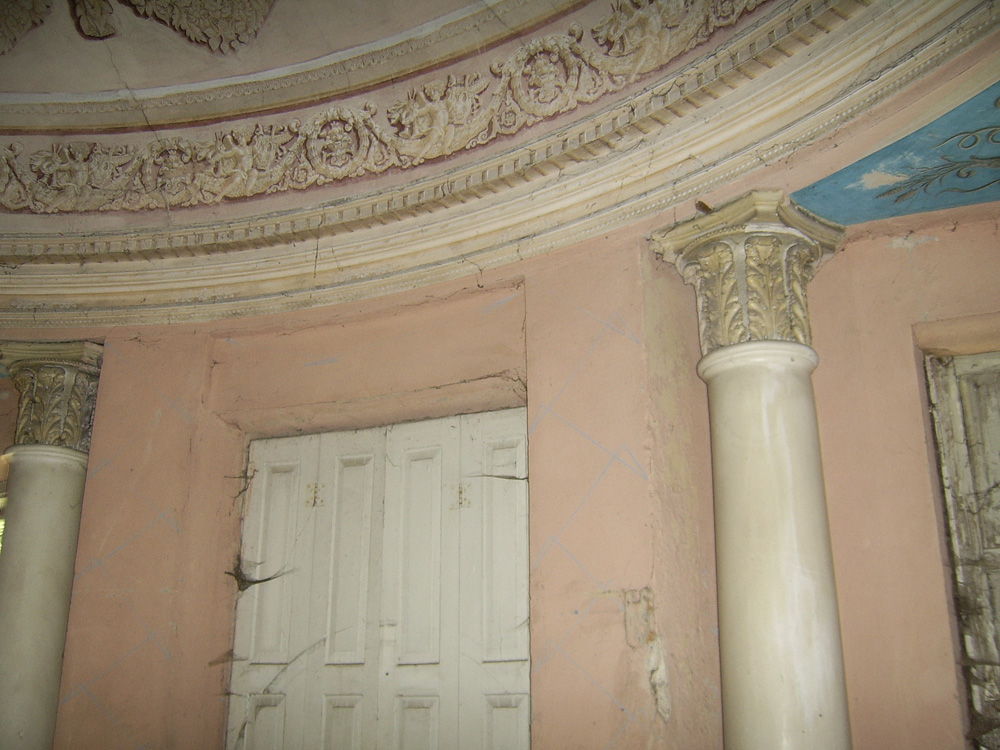
Dwór z XIX wieku, salon.
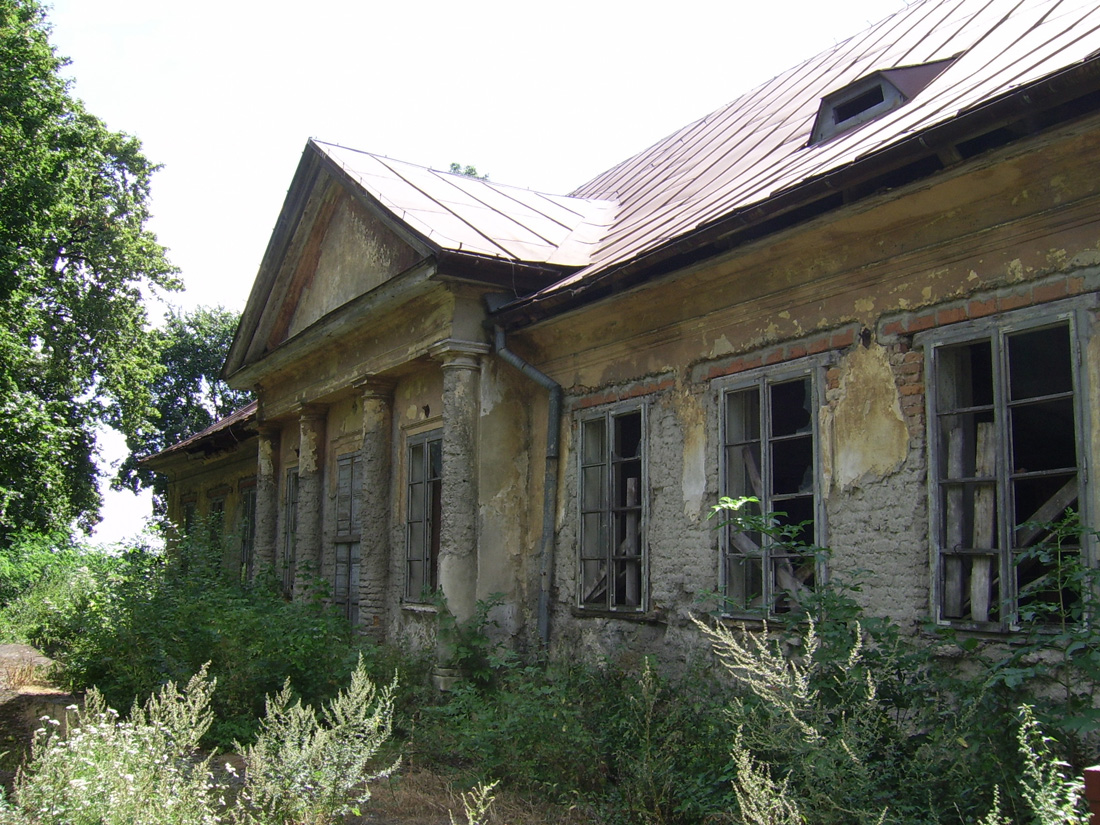
Dwór z XIX wieku, elewacja północna.
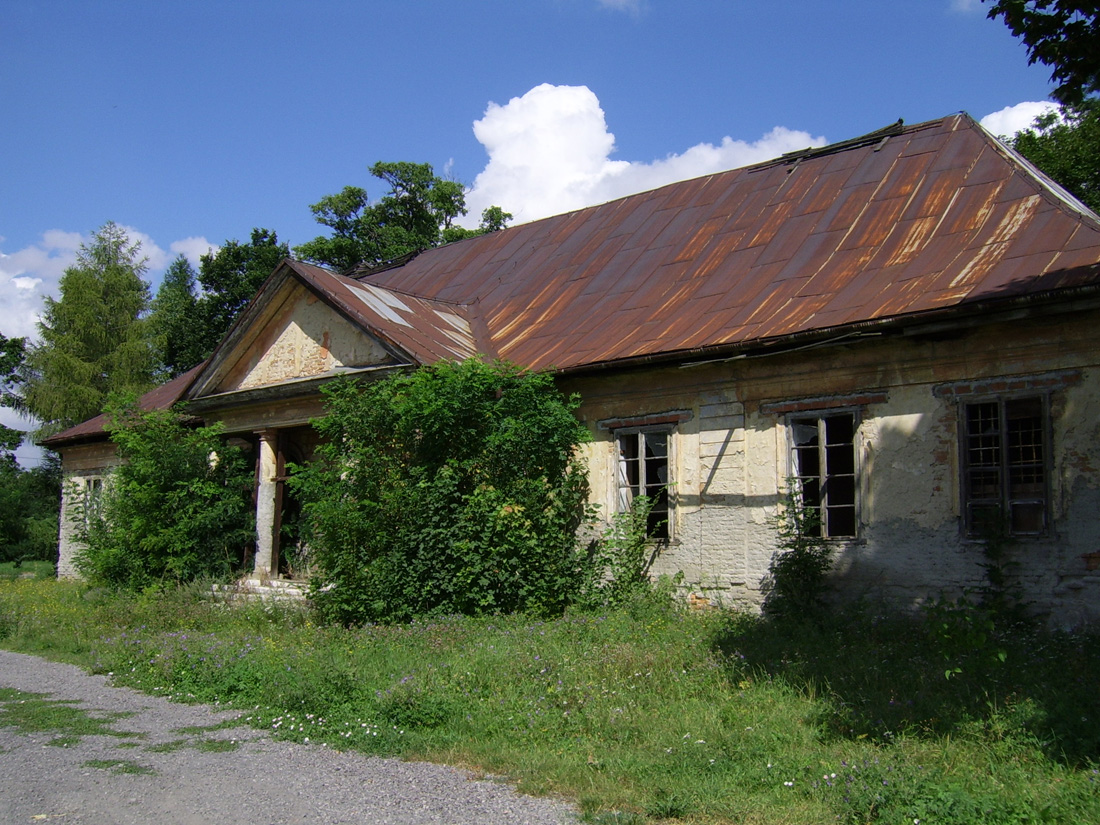
Dwór z XIX wieku, elewacja płudniowa.
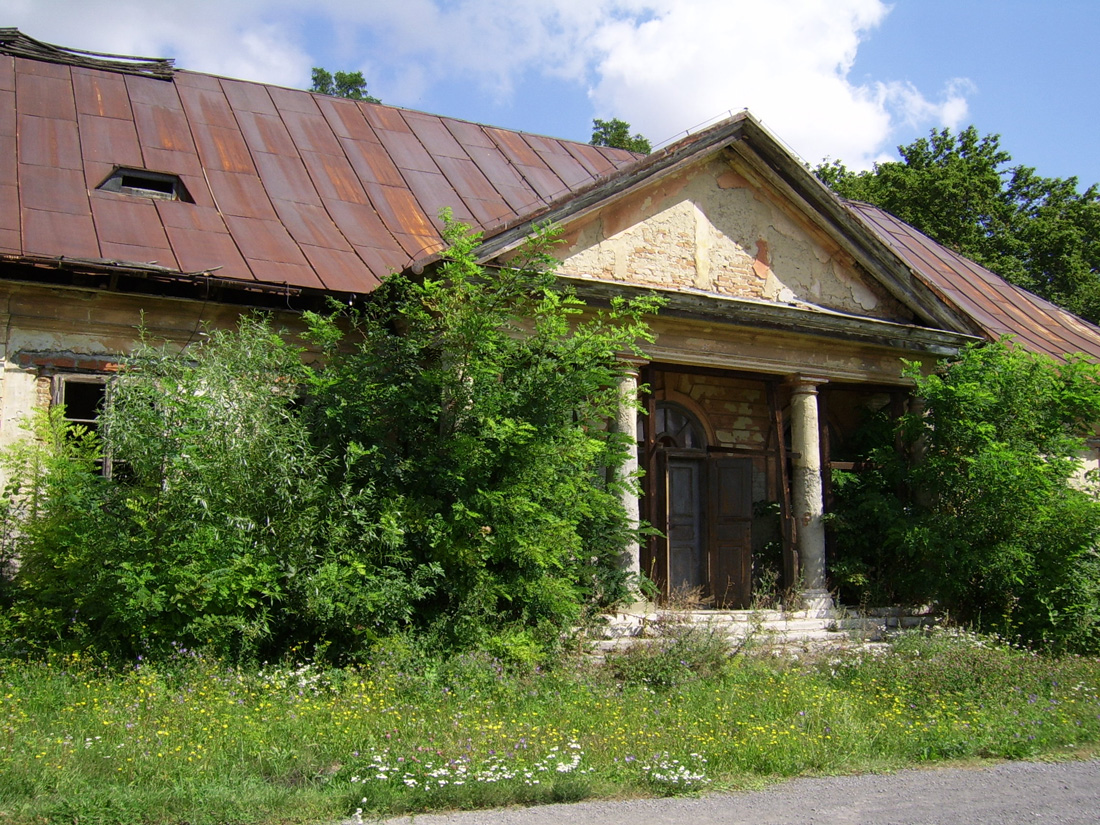
Dwór z XIX wieku, elewacja południowa.
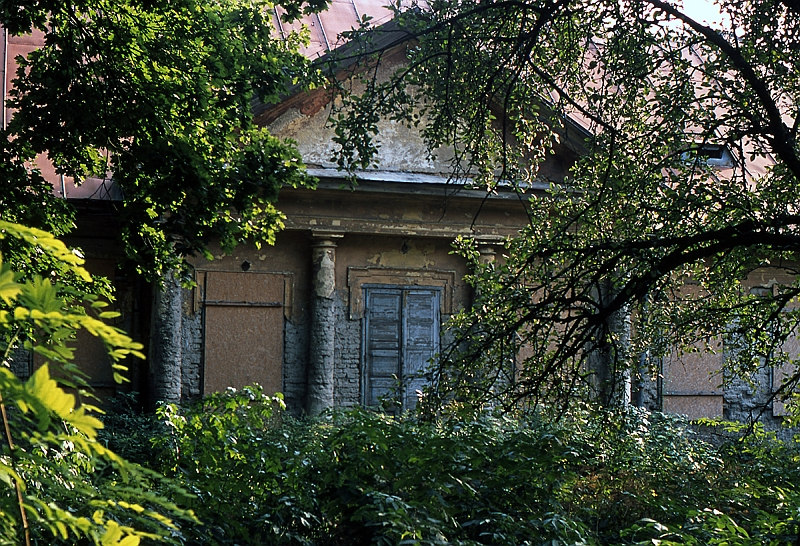
Dwór w Nadzowie (wrzesień 2012),wejście od strony parku dworskiego
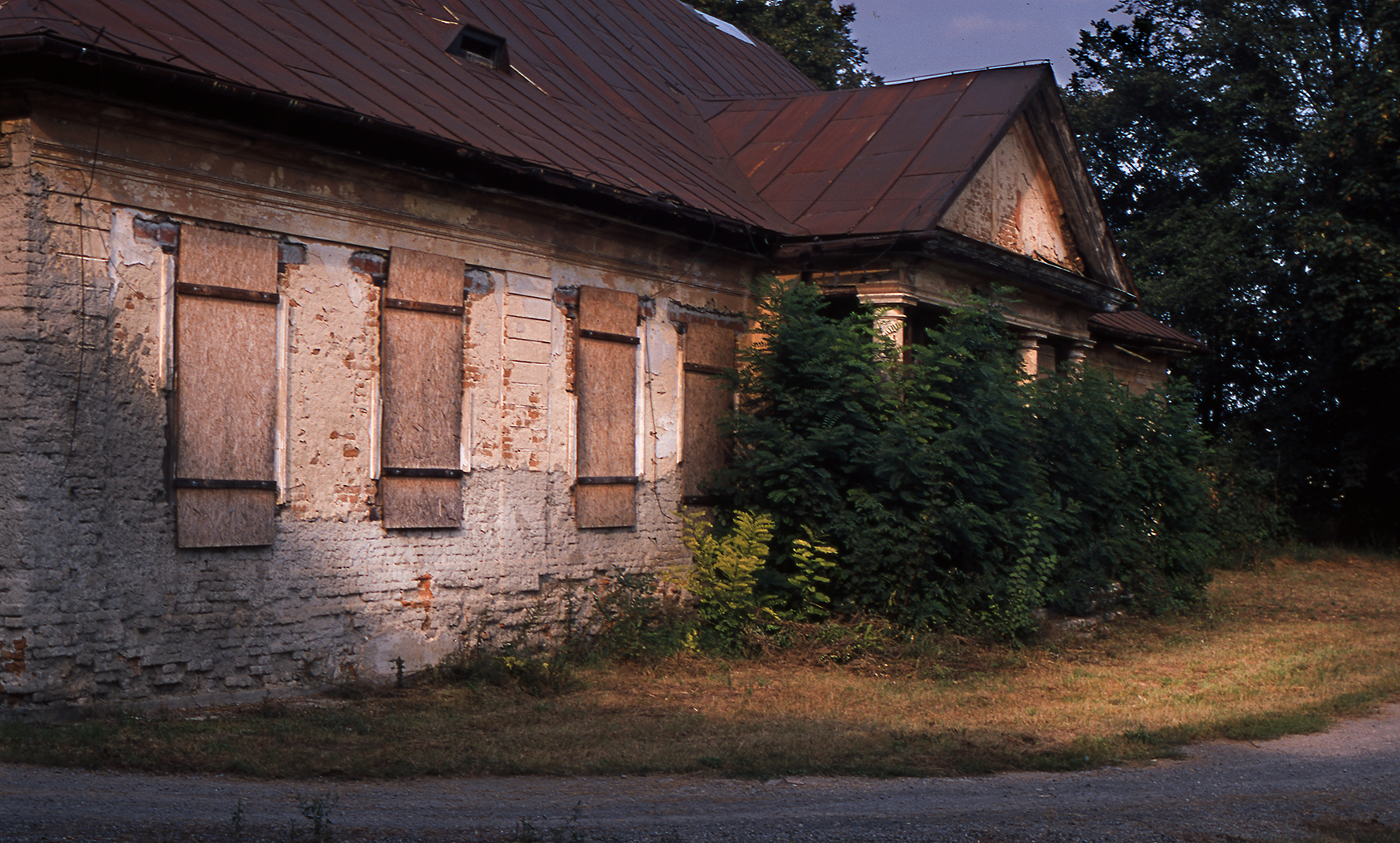
Dwór w Nadzowie (wrzesień 2012), strona południowa
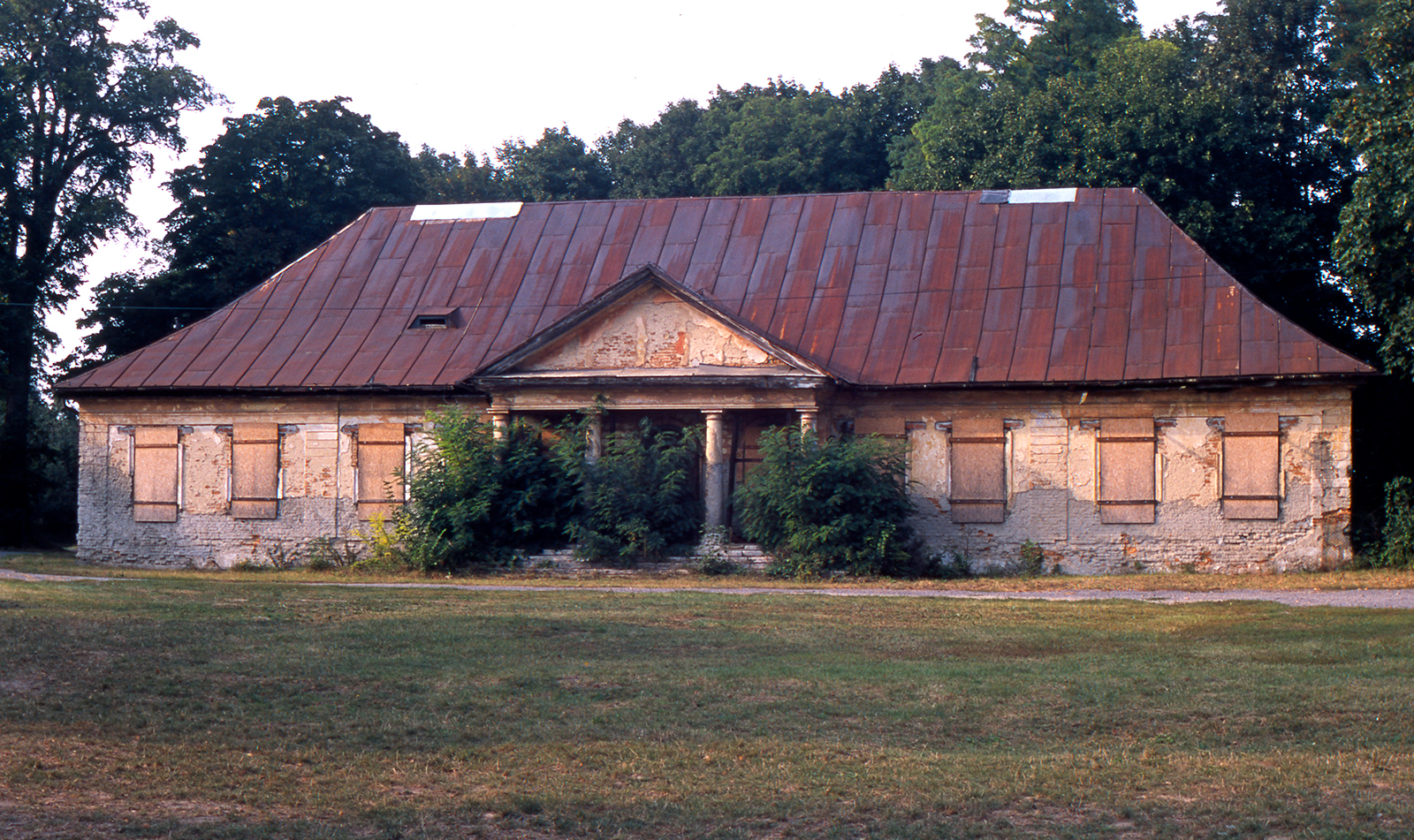
Dwór w Nadzowie (wrzesień 2012), elewacja południowa
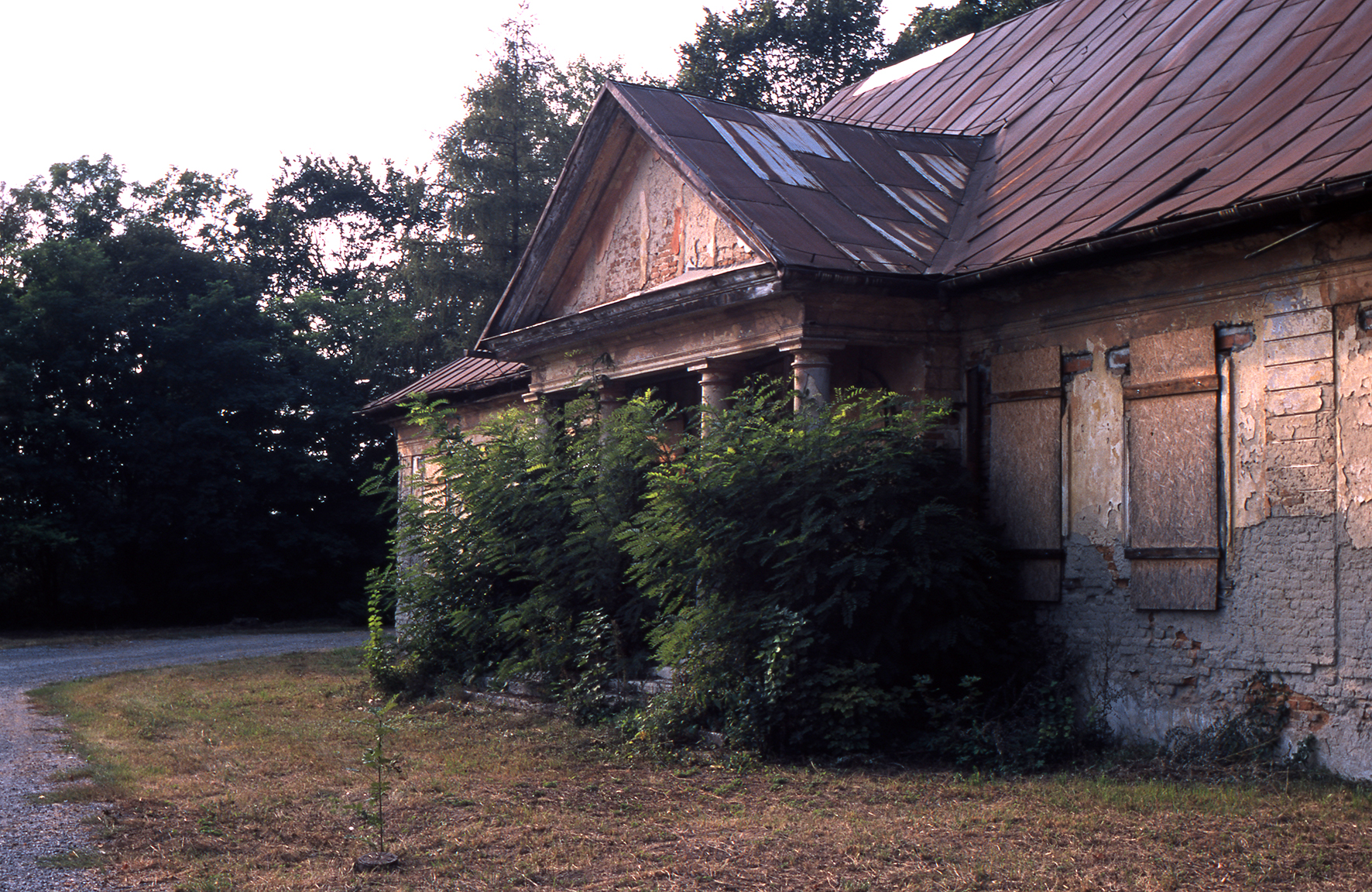
Dwór w Nadzowie (wrzesień 2012), ściana południowa
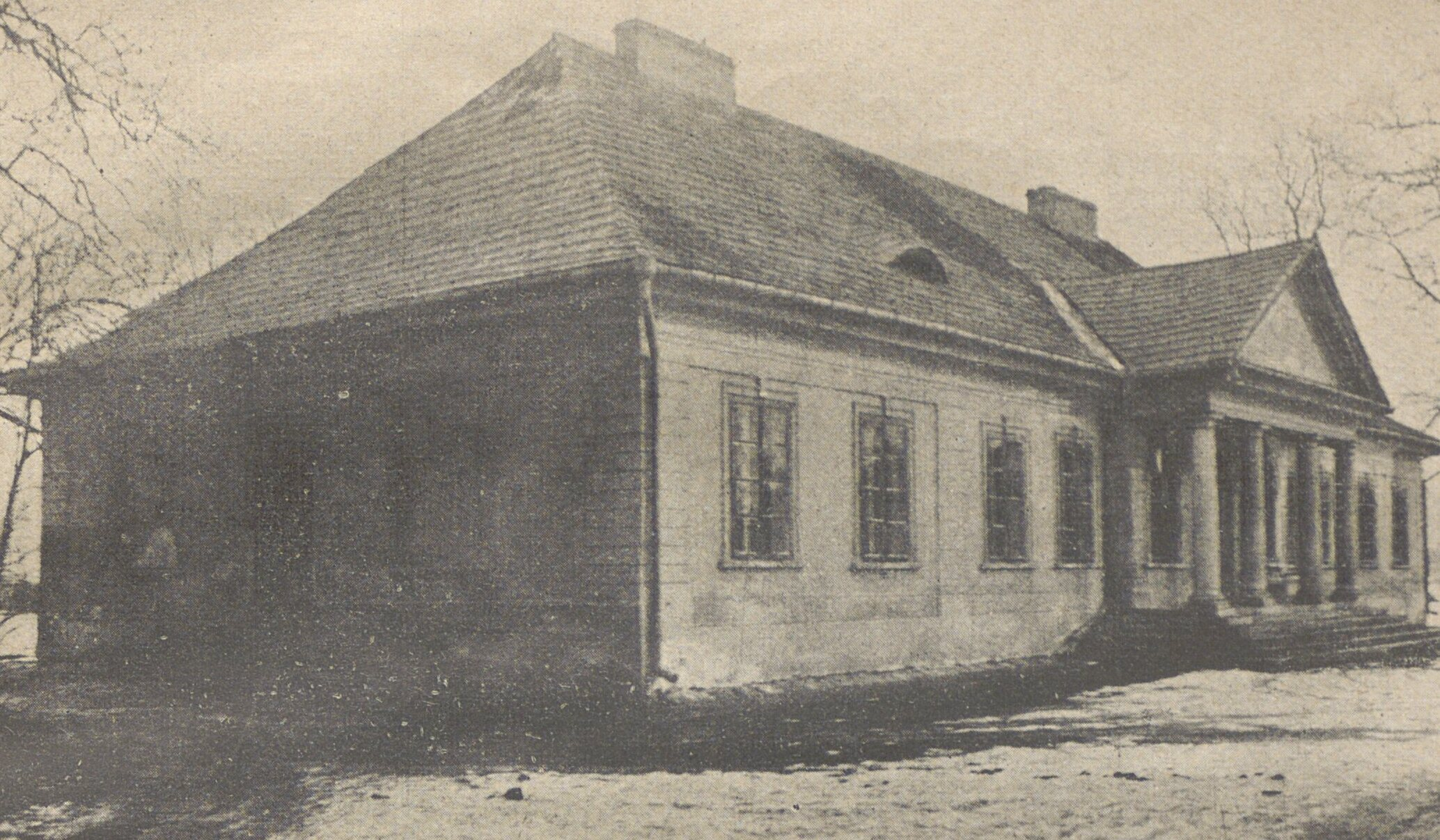
Dwór przed 1925